# ویرکتاریا
ویرکتاریا (نام علمی: Virectaria) نام یک سرده از زیرخانواده روناسیان ایگزوروئیدائه است.